# Regiobus Potsdam Mittelmark

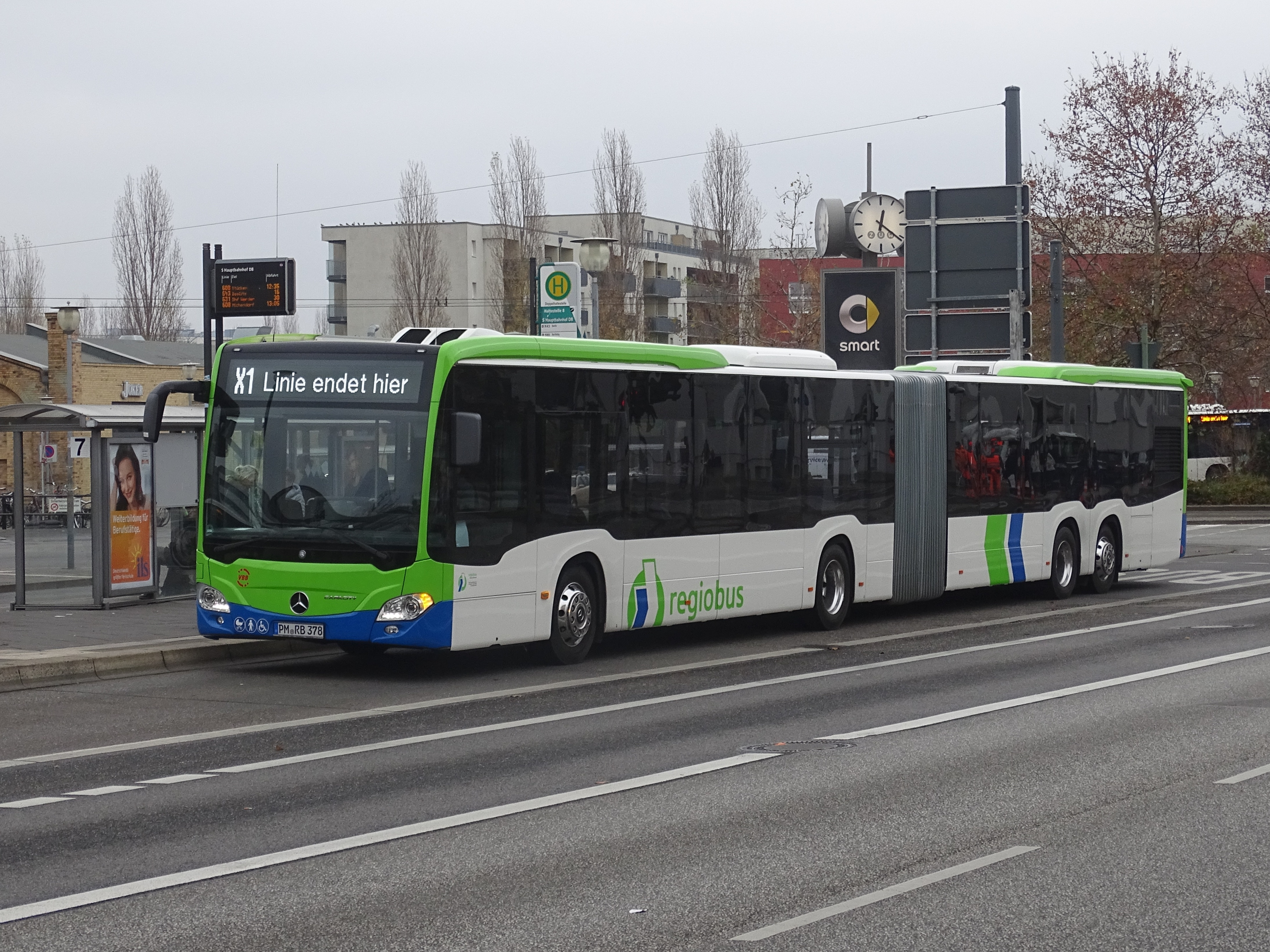
Fahrzeuge auf der Linie X1

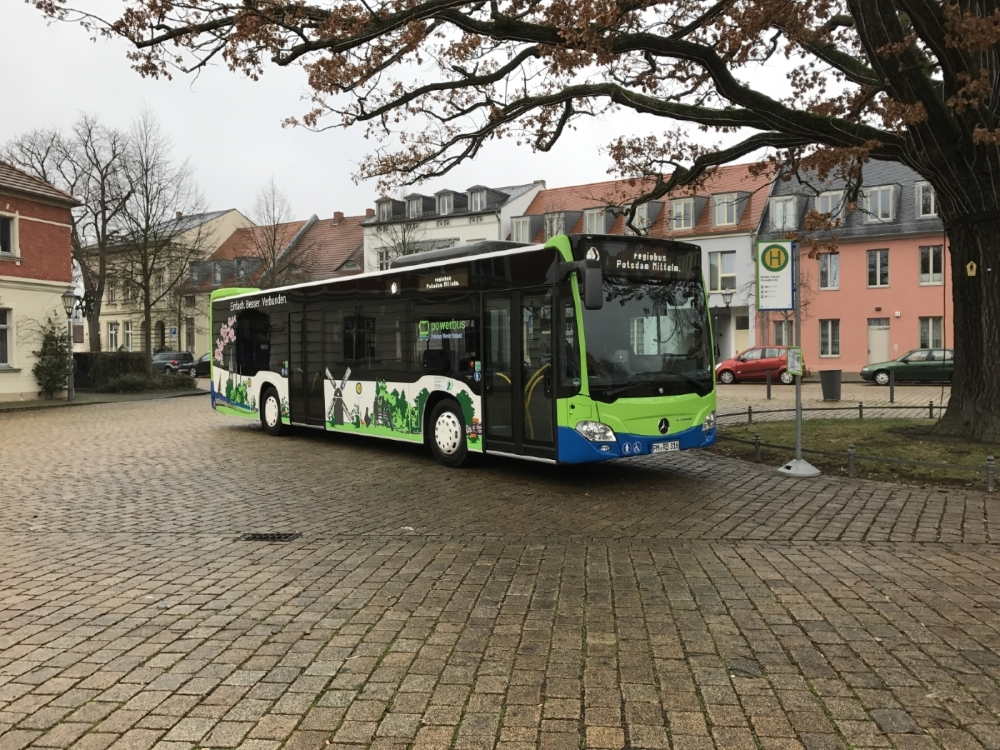
Das powerbus-Design an einem Mercedes-Benz Citaro 2

Die regiobus Potsdam Mittelmark GmbH ist der kreiseigene Verkehrsbetrieb des Landkreises Potsdam-Mittelmark. Das Unternehmen betreibt den größten Teil der Regionalbuslinien im Landkreis Potsdam-Mittelmark.

## Geschichte
Die regiobus Potsdam Mittelmark GmbH ging durch Umbenennung aus der Beelitzer Verkehrs- und Servicegesellschaft mbH (bis 1. Januar 2015 ein Teil von Havelbus) hervor. Seit Dezember 2016 betreibt die regiobus Potsdam Mittelmark die Regionalbuslinien um Potsdam, Werder, Beelitz, Teltow, Stahnsdorf und Kleinmachnow. Am 10. Juli 2017 fusionierte die regiobus Potsdam Mittelmark mit der Verkehrsgesellschaft Belzig mbH und stellt mit rund 440 Mitarbeitern, 5 Betriebshöfen und 160 Bussen nun das größte Verkehrsunternehmen Brandenburgs dar.

## Linienübersicht
| Linie | Endpunkte                                                                         | Verlauf                                                                           |            |
| ----- | --------------------------------------------------------------------------------- | --------------------------------------------------------------------------------- | ---------- |
| X1    | Potsdam – Teltow                                                                  | Güterfelde – Stahnsdorf                                                           | PlusBus    |
| X2    | Bad Belzig – Lutherstadt Wittenberg                                               | Niemegk – Kropstädt                                                               | PlusBus    |
| X43   | Potsdam – Beelitz                                                                 | Michendorf                                                                        | ExpressBus |
| 540   | Brück – Bad Belzig                                                                | Gömnigk – Neschholz – Baitz                                                       |            |
| 541   | Brück – Klaistow                                                                  | Neuendorf – Borkheide – Borkwalde                                                 |            |
| 542   | Brück – Golzow                                                                    | Damelang – Cammer – Oberjünne                                                     |            |
| 543   | Brück – Treuenbrietzen                                                            | Linthe – Niederwerbig – Nichel                                                    |            |
| 545   | Borkwalde – Treuenbrietzen                                                        | Borkheide – Neuendorf – Schlalach                                                 |            |
| 551   | Brandenburg – Golzow                                                              | Reckahn – Krahne – Rotscherlinde                                                  |            |
| 552   | Brandenburg – Radewege                                                            | Mötzow – Lünow – Grabow                                                           |            |
| 555   | Bad Belzig – Medewitz                                                             | Hagelberg – Schmerwitz – Wiesenburg                                               | BürgerBus  |
| 558   | Brandenburg – Päwesin                                                             | Klein Kreutz – Weseram – Roskow                                                   |            |
| 560   | Brandenburg – Ziesar                                                              | Wusterwitz – Rogäsen – Zitz                                                       |            |
| 562   | Brandenburg – Ziesar                                                              | Grüningen – Glienecke – Steinberg                                                 |            |
| 563   | Wusterwitz – Vehlen                                                               | Woltersdorf – Neubensdorf – Altbensdorf                                           |            |
| 564   | Brandenburg – Pritzerbe                                                           | Brielow – Radewege – Marzahne                                                     |            |
| 569   | Brandenburg – Päwesin                                                             | Brielow – Radewege – Ketzür – Bagow                                               |            |
| 571   | Brandenburg – Pritzerbe                                                           | Vehlen – Briest – Tieckow – Fohrde                                                |            |
| 572   | Bad Belzig – Bad Belzig                                                           | Niemegk – Raben – Jeserig – Wiesenburg                                            |            |
| 580   | Bad Belzig – Potsdam                                                              | Golzow – Lehnin – Werder                                                          | PlusBus    |
| 581   | Bad Belzig – Brandenburg                                                          | Schwanebeck – Dippmannsdorf – Golzow                                              | PlusBus    |
| 582   | Bad Belzig – Treuenbrietzen                                                       | Niemegk – Rietz                                                                   | PlusBus    |
| 583   | Niemegk – Garrey                                                                  | Hohenwerbig – Zixdorf                                                             |            |
| 584   | Niemegk – Treuenbrietzen                                                          | Haseloff – Grabow – Rietz                                                         |            |
| 585   | Treuenbrietzen – Treuenbrietzen                                                   | Dietersdorf – Zeuden – Marzahna                                                   |            |
| 586   | Bad Belzig – Niemegk                                                              | Baitz – Neschholz – Dahnsdorf                                                     |            |
| 587   | Bad Belzig – Wiesenburg                                                           | Lübnitz – Klein Glien – Schlamau                                                  |            |
| 588   | Bad Belzig – Ziesar                                                               | Wiesenburg – Reetz – Görzke – Buckau                                              |            |
| 589   | Wiesenburg – Medewitz                                                             | Medewitzerhütten                                                                  |            |
| 590   | Bad Belzig Gewerbepark – Krankenhaus – Bahnhof – Markt – Busbahnhof – Reha-Klinik | Bad Belzig Gewerbepark – Krankenhaus – Bahnhof – Markt – Busbahnhof – Reha-Klinik | StadtBus   |
| 601   | Potsdam – Teltow                                                                  | Babelsberg – Güterfelde – Stahnsdorf                                              |            |
| 602   | Babelsberg – Teltow                                                               | Stahnsdorf                                                                        |            |
| 607   | Potsdam – Werder                                                                  | Caputh – Ferch – Petzow                                                           |            |
| 608   | Potsdam – Dobbrikow                                                               | Wilhelmshorst – Michendorf – Stücken                                              |            |
| 610   | Potsdam – Caputh-Geltow                                                           | Wildpark-West                                                                     |            |
| 611   | Potsdam – Tremsdorf                                                               | Bergholz-Rehbrücke – Saarmund – Nudow                                             |            |
| 612   | Potsdam – Neu Töplitz                                                             | Leest – Töplitz                                                                   |            |
| 613   | Glindow – Sputendorf                                                              | Caputh – Michendorf – Saarmund                                                    |            |
| 620   | Teltow – Berlin                                                                   | Kleinmachnow – S Wannsee                                                          |            |
| 621   | Teltow – Ludwigsfelde                                                             | Neubeeren – Sputendorf – Struveshof                                               | PlusBus    |
| 622   | Stahnsdorf – Berlin                                                               | Kleinmachnow – U Krumme Lanke                                                     |            |
| 623   | Stahnsdorf – Berlin                                                               | Kleinmachnow – U Oskar-Helene-Heim                                                |            |
| 624   | Sputendorf – Stahnsdorf                                                           | Schenkenhorst – Güterfelde                                                        |            |
| 626   | Stahnsdorf – Teltow                                                               | Ruhlsdorf                                                                         |            |
| 627   | Stahnsdorf – Sputendorf                                                           | Güterfelde – Schenkenhorst                                                        |            |
| 628   | Stahnsdorf – Kleinmachnow                                                         |                                                                                   |            |
| 629   | Stahnsdorf – Teltow                                                               | Kleinmachnow                                                                      |            |
| E30   | Werder – Werder                                                                   | Werderpark – Post – Markt                                                         |            |
| 630   | Werder – Kemnitz                                                                  | Werderpark – Bahnhof – Stadtrandsiedlung                                          |            |
| 631   | Potsdam – Werder                                                                  | Geltow                                                                            |            |
| 632   | Werder – Schmergow                                                                | Zum Havelstrand – Kemnitz – Phöben                                                |            |
| 633   | Werder – Bliesendorf                                                              | Glindow                                                                           |            |
| 634   | Werder – Neu Töplitz                                                              | Kemnitz – Töplitz                                                                 |            |
| 635   | Werder – Schmergow                                                                | Glindow – Plessow – Derwitz – Groß Kreutz                                         |            |
| 640   | Beelitz – Beelitz                                                                 | Elsholz – Wittbrietzen – Schäpe                                                   |            |
| 641   | Beelitz – Werder                                                                  | Beelitz-Heilstätten – Klaistow – Glindow                                          | PlusBus    |
| 642   | Beelitz – Buchholz                                                                | Elsholz – Wittbrietzen – Birkhorst                                                |            |
| 643   | Beelitz – Potsdam                                                                 | Seddin – Neuseddin – Michendorf                                                   | PlusBus    |
| 644   | Beelitz – Stücken                                                                 | Zauchwitz – Rieben                                                                |            |
| 645   | Beelitz – Brandenburg                                                             | Beelitz-Heilstätten – Fichtenwalde – Lehnin                                       | PlusBus    |
| 646   | Kähnsdorf – Michendorf                                                            | Seddin – Neuseddin                                                                |            |
| 647   | Beelitz – Borkwalde                                                               | Reesdorf – Schäpe – Borkheide                                                     |            |
| N12   | Berlin – Stahnsdorf                                                               | S Zehlendorf – Kleinmachnow – Waldschänke                                         | NachtBus   |
| N13   | Potsdam – Teltow                                                                  | Güterfelde – Stahnsdorf – Kleinmachnow                                            | NachtBus   |

### PlusBus
PlusBus Hoher Fläming
Zum Fahrplanwechsel am 14. Dezember 2014 stellte die damalige Verkehrsgesellschaft Belzig mbH den ersten PlusBus im Verkehrsverbund Berlin-Brandenburg. Als PlusBus verkehren die Linien 580 (Bad Belzig – Lehnin – Werder – Potsdam) und 581 (Bad Belzig – Golzow – Brandenburg). Seit dem 1. Januar 2017 verkehrt auch die Linie 582 (Bad Belzig – Niemegk – Treuenbrietzen) als PlusBus. Die auf den Linien verkehrenden Fahrzeuge sind modern und einzeln mit WLAN sowie USB-Steckdosen ausgestattet.
PlusBus Beelitz-Zauche
Seit dem 1. Januar 2018 wurden zwei weitere Linien als PlusBus aufgestuft. Die Linien 643 (Beelitz – Neuseddin – Potsdam) und 645 (Beelitz – Lehnin – Brandenburg) verkehren seitdem als PlusBus. Seit dem 13. April 2019 verkehrt auch die Linie 641 (Beelitz – Fichtenwalde – Werder) als PlusBus. Die eingesetzten Fahrzeuge haben die gleichen Merkmale wie die bereits eingesetzten im Hohen Fläming.
PlusBus Teltower Rübchen
Zum Fahrplanwechsel am 10. Februar 2020 fährt die Linie X1 (Potsdam – Teltow) als PlusBus. Aufgrund des hohen Fahrgastaufkommens werden vorrangig Fahrzeuge des Typs Mercedes-Benz Capacity L, ausgestattet mit WLAN und USB-Steckdosen, auf der Linie eingesetzt.
PlusBus Elbe-Fläming
Als 10. PlusBus-Linie im Landkreis Potsdam-Mittelmark nahm am 10. Mai 2021 der PlusBus Elbe-Fläming den Betrieb auf. Die länderübergreifende Linie verbindet die Städte Bad Belzig (Brandenburg) und Lutherstadt Wittenberg (Sachsen-Anhalt). Aus dem Fläming gelangt man so direkt zum ICE-Anschluss, von Wittenberg aus zu den Sehenswürdigkeiten des Flämings. regiobus setzt auch auf dieser Linie Fahrzeuge mit WLAN und USB-Ladebuchsen ein.

## Powerbus
Am 2. Januar 2017 stellte die regiobus Potsdam Mittelmark ein neues Fahrplankonzept für die Stadt Werder und das unmittelbare Umland vor. Ziel ist ein reibungsloser Übergang zwischen dem Bahnverkehr (zum RE1 am Bahnhof Werder) und ein leicht einzuprägender Bustakt. Zusätzlich wurde ein eigener Tarif eingerichtet und einige Ortsteile wurden in den Berliner Tarifbereich C aufgenommen.
Für das powerbus-Projekt wurden 3 Omnibusse mit einem neuen Busdesign sowie WLAN und USB-Steckdosen vorgestellt.

## Fahrzeuge
Die regiobus Potsdam Mittelmark besitzt 174 Omnibusse (Stand: Juni 2025) der Hersteller Mercedes-Benz, MAN und Solaris. Stationiert sind diese auf den fünf Betriebshöfen in Bad Belzig, Beelitz, Potsdam, Stahnsdorf und Werder. Markant ist das neue Design der Busse – eine zweifarbige Lackierung, grün und blau, an Front und Heck. Busse besonderer Linien, wie Power- und PlusBusse, Kultur- und Burgenline, zeigen in ihrer Seitengestaltung stilisierte Motive der Region, die sie verbinden.